# Fallen (álbum de Evanescence)
Fallen (en español: 'Caído') es el primer álbum de estudio de la banda estadounidense Evanescence, y el de mayor éxito comercial de Evanescence hasta la fecha, lanzado por la discográfica Wind-up Records al mercado el 4 de marzo de 2003. Estuvo sesenta semanas en las listas británicas, alcanzando el primer puesto; en Estados Unidos, el álbum permaneció durante más de cien semanas en las listas y su máxima posición fue el segundo puesto; también fue certificado platino por la RIAA en abril de 2003, doble platino en junio del mismo año y triple platino en octubre de dicho año, y también fue cuádruple platino en enero de 2004, quíntuple platino en abril y séxtuple en noviembre también del mismo.
El álbum produjo cuatro sencillos: «Bring Me to Life», «Going Under», «My Immortal» y «Everybody's Fool». «Bring Me To Life» y «My Immortal» se situaron en el top 10 de más de 10 países, entre ellos Estados Unidos, Reino Unido y Australia. Las 10 millones de copias vendidas solo en Estados Unidos y más de 17 millones en total en todo el mundo convierten a Fallen en el undécimo álbum más vendido de la década de 2000 y el sexto álbum con más ventas del siglo XXI. Debutó en el número siete del Billboard 200 con 141 000 copias vendidas en su primera semana, y alcanzó el número tres en junio de 2003. El álbum encabezó las listas de más de diez países. Diecinueve años más tarde, en noviembre de 2022, la RIAA lo certificó como disco de diamante. 
Fallen obtuvo cinco nominaciones en la 46 entrega de los Premios Grammy, ganando en las categorías «Mejor artista nuevo» y «Mejor interpretación de Hard Rock». Evanescence se embarcó en su primera gira de conciertos como cabeza principal en el «Fallen Tour» (31 de diciembre de 2002 - 14 de agosto de 2004). En 2004 publicaron un álbum en directo y un DVD titulado Anywhere but Home.

## Antecedentes y producción
Después de la creación de Evanescence en 1995 por Amy Lee y Ben Moody, la banda lanzó tres extended plays y un CD de demostración. En enero de 2001 firmaron con su primer sello, Wind-up. El proceso de escritura del disco tuvo un período de ocho años.
En una entrevista concedida a la MTV en 2004, Moody dijo que él y Lee rara vez escribían juntos, que «quizá dos o tres veces en ocho años nos sentamos a escribir juntos en la misma habitación». Lee dijo que ella y Moody nunca se sentaban a escribir juntos, sino que combinaban sus respectivas partes en las canciones. Desde el principio, Lee sólo escribía música sola, ya que lo consideraba un proceso vulnerable y se sentía poco respetada por Moody. La creación de Fallen consistió en gran parte en que ella y Moody escribieran música por separado y luego la añadieran al trabajo del otro, debido a la tensión y a las importantes diferencias creativas que existían entre ellos. Los desacuerdos creativos de Lee con Moody incluían su estricto enfoque de la composición de canciones y su énfasis en la comercialidad; él «siempre acorralaba» las ideas de Lee y quería llevarlas en una dirección más comercial y pop.  Lee indicó que con Moody existía una «presión de querer dominar el mundo». Las restricciones creativas incluyeron decisiones instrumentales, como que ella quisiera tocar el órgano en el disco y Moody no quisiera. Moody dijo en una entrevista en 2003 que se centró en hacer el álbum «lo más accesible posible, para la mayor cantidad de gente posible». Más tarde admitió que tenían enfoques diferentes, añadiendo que Lee es «más creativa» y «más educada musicalmente», y él tiene «una mentalidad más comercial» y le gusta hacer «canciones a las que la gente pueda adherirse». En 2004, Lee expresó que la realización de Fallen fue realmente estresante porque «no podíamos olvidar que al menos un gran sencillo tenía que ser totalmente apto para sonar en la radio». En 2020, Lee recordó el proceso de creación de Fallen:

Mientras estábamos haciendo el primer álbum hubo muchas idas y venidas y mucha agitación entre nosotros y la discográfica, y entre Ben y yo. Siempre tuve que luchar para que se hiciera mi música, y recuerdo que me centraba más que nada en el trabajo y en las peleas y en el «tengo que hacer esto bien». El momento en que por fin te paras a escucharlo y lo disfrutas es más corto.

Fallen fue grabado en los estudios Track Record Inc, en los NRG Studios, Ocean Studios y Conway Recording Studios, en California. Diferentes canciones fueron grabadas como demos antes de las sesiones de grabación del álbum, incluyendo «My Immortal», «Imaginary» y «Whisper», que aparecieron en trabajos anteriores. El álbum fue grabado y mezclado entre finales de agosto y principios de diciembre de 2002. El trabajo de grabación para Fallen comenzó en Ocean Studios en Burbank, California, donde la mayor parte de «Bring Me to Life» fue grabado por la banda sonora de la película Daredevil, antes de la producción del disco. Para esta canción, Jay Baumgardner utilizó varias mezclas en su estudio, NRG Recording Studios en North Hollywood, Los Ángeles.

## Composición y estilo musical
Lee y Moody fueron los principales compositores del álbum, Lee la escritora principal. Los dos escribieron algunas de las canciones cuando tenían quince y dieciséis años. «Imaginary», «My Immortal» y «Whisper» eran originalmente de las grabaciones independientes del dúo en los años 1990. Lee compuso algunas de las canciones en su casa con su teclado. Para Fallen, escribía una canción a solas y más tarde la trabajaba con Moody para «llevarla a la línea de meta». Lee escribió todas las letras del álbum (excepto la de «My Immortal»), las melodías, gran parte de la música, los pianos y todos los coros; también se le atribuyen los arreglos corales.
La mayor parte de lo que Lee escribió en Fallen se basó en su mentalidad durante la relación que mantuvo con un hombre que la maltrataba. Lee escribió «Going Under» sobre «la salida de una relación destructiva». Describió la sensación como «cuando no puedes más, cuando te das cuenta de que algo tiene que cambiar ya, de que no puedes seguir viviendo en esa situación». Lee comentó más tarde que después de terminar las canciones que salieron de una relación abusiva, estaba escuchando sus palabras en «Going Under» y sintió que en el estribillo le hubiera gustado escribir en su lugar la noción de «me voy y no voy a aguantar más esto», pensando para sí misma «sabes lo que tienes que hacer y no lo estás haciendo». Billboard dijo que la «cadencia parada/arranque de la guitarra y el piano ondulante y el lamento desafiante de Lee tienen un efecto sorprendente».

## Recepción

### Críticas
Fallen recibió críticas mixtas por parte de la prensa especializada. Johnny Loftus del Allmusic marcó cuatro estrellas de cinco, diciendo: «El álbum no incluye muestras al descubierto en algunos sencillos («Everybody's Fool», «Going Under»), pero es el rock gótico sinfónico de grupos como Type O Negative que influye en la mayor parte de Fallen». Entertainment Weekly dio una crítica positiva en general, calificó el álbum B-: «El género ahora demasiado viejo para llamarse nu-metal no está repleto de vocalistas increíblemente geniales, y mucho menos de mujeres». Kirk Miller de Rolling Stone hizo una crítica mixta, marcando tres de cinco estrellas para el álbum, diciendo: «Cuando la vocalista Amy Lee canta sobre la mentira "in my field of paper flowers" o "pouring crimson regret", ella da a Fallen un tono espiritual».
Adrien Begrand de PopMatters criticó a Fallen, calificando el álbum de «básicamente tan poco original y básico como todo lo demás en su género... tiene un pequeño puñado de momentos trascendentes» de Lee, y escribió que «Evanescence no sería nada» sin ella. Christa Titus de Billboard, calificó el álbum como «un asunto muy pulido». Melissa Maerz de Spin le dio cuatro de cinco estrellas: «Nu metal se vuelve partituras de Andrew Lloyd Webb». En 2017, Rolling Stone clasificó a Fallen al número 99 en su lista de «Los 100 mejores álbumes de metal de todos los tiempos», llamándolo «improbable clásico» con «un ambiente de película de terror que era tan escalofriante como cursi».

### Controversia cristiana
Las tiendas cristianas promocionaron a Evanescence al principio. Más tarde, la banda dejó claro que no se consideraban parte del género rock cristiano como Creed, también en la discográfica Wind-up Records. En abril del 2003, el presidente de Wind-up Records, Alan Meltzer, envió una carta a las estaciones de radio y puntos de venta cristianos para explicar que a pesar del «fundamento espiritual que encendió el interés y entusiasmo en la comunidad religiosa cristiana», Evanescence eran «una banda secular, y como tal, veían su música simplemente como entretenimiento». Por lo tanto, Wind-up «está convencida de que no tienen lugar en los mercados cristianos». Casi inmediatamente después de recibir la carta, muchas estaciones de radio cristianas retiraron a Fallen de sus listas. Terry Hemmings, director general de la distribuidora de música cristiana Provident, expresó perplejidad ante el cambio de actitud de la banda: «Ellos comprendieron claramente que el álbum se vendía en estos canales». En 2006, Amy Lee dijo en Billboard que ella se había opuesto a la etiqueta de «banda cristiana» desde el principio y añadió: «¿Podemos dejar de lado la cosa cristiana? Estoy harta de este asunto, me parece muy frívolo. Me opuse desde el principio, nunca quise ser parte de ello. Fue cosa de Ben. Se acabó. Es un nuevo día».

## Lista de canciones
| N.º | Título                                           | Escritor(es)                                                         | Duración |  |
| 1.  | «Going Under»                                    | Amy Lee, Ben Moody, John LeCompt, Will Boyd, Rocky Gray.             | 3:34     |  |
| 2.  | «Bring Me to Life» (con Paul McCoy de 12 Stones) | Amy Lee, Ben Moody, John LeCompt, Will Boyd, Rocky Gray, Paul McCoy. | 3:55     |  |
| 3.  | «Everybody's Fool»                               | Amy Lee, Ben Moody, John LeCompt, Will Boyd, Rocky Gray.             | 3:15     |  |
| 4.  | «My Immortal»                                    | Amy Lee, Ben Moody, John LeCompt, Will Boyd, Rocky Gray.             | 4:22     |  |
| 5.  | «Haunted»                                        | Amy Lee, Ben Moody, John LeCompt, Will Boyd, Rocky Gray.             | 3:05     |  |
| 6.  | «Tourniquet»                                     | Amy Lee, Ben Moody, John LeCompt, Will Boyd, Rocky Gray.             | 4:38     |  |
| 7.  | «Imaginary»                                      | Amy Lee, Ben Moody, John LeCompt, Will Boyd, Rocky Gray.             | 4:16     |  |
| 8.  | «Taking Over Me»                                 | Amy Lee, Ben Moody, John LeCompt, Will Boyd, Rocky Gray.             | 3:48     |  |
| 9.  | «Hello»                                          | Amy Lee.                                                             | 3:40     |  |
| 10. | «My Last Breath»                                 | Amy Lee, Ben Moody, John LeCompt, Will Boyd, Rocky Gray.             | 4:07     |  |
| 11. | «Whisper»                                        | Amy Lee, Ben Moody, John LeCompt, Will Boyd, Rocky Gray.             | 5:27     |  |

### Canciones descartadas
| Outtakes |                              |                                                          |          |  |
| N.º      | Título                       | Escritor(es)                                             | Duración |  |
| 12.      | «Breathe No More»            | Amy Lee                                                  | 3:47     |  |
| 13.      | «My Immortal (Band Version)» | Amy Lee, Ben Moody, John LeCompt, Will Boyd, Rocky Gray. | 4:33     |  |
| 14.      | «Farther Away»               | Amy Lee, Ben Moody, John LeCompt, Will Boyd, Rocky Gray. | 4:00     |  |
| 15.      | «Missing»                    | Amy Lee, Ben Moody, John LeCompt, Will Boyd, Rocky Gray. | 4:16     |  |

## Créditos
- Amy Lee – Voz, Piano, teclado, arreglos corales
- Ben Moody – Guitarra
- John LeCompt – Guitarra
- Will Boyd – Bajo eléctrico
- Rocky Gray – Batería

## Posiciones

### Semanal
| Gráfica (2003–2005)                         | Pico de posición |
| ------------------------------------------- | ---------------- |
| Australia (ARIA)                            | 1                |
| Austria (Ö3 Austria)                        | 1                |
| Bélgica (Ultratop Flandes)                  | 3                |
| Bélgica (Ultratop Valonia)                  | 1                |
| Canadá (Billboard Canadian Albums)          | 1                |
| Dinamarca (Danish Albums Chart)             | 34               |
| Países Bajos (Album Top 100)                | 2                |
| Europe (European Top 100 Albums)            | 1                |
| Finlandia (Suomen virallinen lista)         | 1                |
| Francia (SNEP)                              | 2                |
| Alemania (Media Control Charts)             | 2                |
| Grecia (IFPI)                               | 1                |
| Italia (FIMI)                               | 3                |
| Japón (Oricon)                              | 7                |
| Nueva Zelanda (RMNZ)                        | 2                |
| Noruega (VG‑lista)                          | 3                |
| Portugal (AFP)                              | 1                |
| Rusia (Russian Music Charts)                | 1                |
| Suecia (Sverigetopplistan)                  | 3                |
| Suiza (Schweizer Hitparade)                 | 2                |
| Reino Unido (UK Albums Chart)               | 1                |
| Estados Unidos (Billboard 200)              | 3                |
| Estados Unidos Hard Rock Albums (Billboard) | 18               |
| Gráfica (2008)                              | Pico de posición |
| España (Promusicae)                         | 69               |
| Gráfica (2013)                              | Pico de posición |
| Reino Unido (UK Rock Chart)                 | 10               |

| Listas (2000–2009)            | Posición |
| ----------------------------- | -------- |
| Australia (ARIA)              | 15       |
| Austria (Ö3 Austria)          | 28       |
| Holanda (Megacharts)          | 67       |
| Estados Unios (Billboard 200) | 19       |

| Gráfica (2003)                              | Posición |
| ------------------------------------------- | -------- |
| Australia Álbum (ARIA)                      | 15       |
| Australia Heavy Rock and Metal Álbum (ARIA) | 2        |
| Austria (Ö3 Austria)                        | 17       |
| Bélgica (Ultratop Flanders)                 | 38       |
| Bélgica (Ultratop Wallonia)                 | 17       |
| Dinamarca (Hitlisten)[                      | 25       |
| Holanda (MegaCharts)                        | 23       |
| Finlandia (Musiikkituottajat)               | 16       |
| Francia (SNEP)                              | 10       |
| Hungría (MAHASZ)                            | 81       |
| Nueva Zelanda (RIANZ)                       | 6        |
| España (PROMUSICAE)                         | 15       |
| Suecia (Sverigetopplistan)                  | 5        |
| Suiza (Schweizer Hitparade)                 | 3        |
| Reino Unido (OCC)                           | 16       |
| Estados Unidos Billboard 200                | 8        |
| Gráfica (2004)                              | Posición |
| Australia(ARIA)                             | 7        |
| Austria (Ö3 Austria)                        | 15       |
| Bélgica (Ultratop Flanders)                 | 12       |
| Bélgica (Ultratop Wallonia)                 | 16       |
| Dinamarca (Hitlistein)                      | 52       |
| Holanda (MegaCharts)                        | 10       |
| Finlandia (Musiikkituottajat)               | 59       |
| Francia (SNEP)                              | 20       |
| Hungría (MAHASZ)                            | 28       |
| Nueva Zelanda (RIANZ)                       | 14       |
| Suecia (Sverigetopplistan)                  | 39       |
| Suiza (Schweizer Hitparade)                 | 15       |
| Reino Unido (OCC)                           | 59       |
| Estados Unidos Billboard 200                | 6        |
| Mundial (IFPI)                              | 43       |
| Listas (2006)                               | Posición |
| Reino Unido (OCC)                           | 191      |

## Certificaciones
| País (organismo certificador) | Certificación |
| ----------------------------- | ------------- |
| Australia (ARIA)              | 6×            |
| Austria (IFPI - Austria)      | [ 98 ]        |
| Brasil (ABPD)                 | [ 99 ]        |
| Bélgica (IFPI - Bélgica)      | [ 100 ]       |
| Dinamarca (IFPI - Dinamarca)  | [ 101 ]       |
| Estados Unidos (RIAA)         | [ 102 ]       |
| Finlandia (IFPI - Finlandia)  | [ 103 ]       |
| Francia (SNEP)                | [ 104 ]       |
| Grecia (IFPI - Grecia)        | [ 105 ]       |
| Japón (RIAJ)                  | [ 53 ]        |
| México (AMPROFON)             | +             |
| Noruega (IFPI - Noruega)      | [ 107 ]       |
| Polonia (ZPAV)                | [ 108 ]       |
| Reino Unido (BPI)             | 4×            |
| Rusia (NFPP)                  | 7×            |
| Suecia (GLF)                  | [ 111 ]       |
| Suiza (GLF)                   | [ 112 ]       |